# Леушинская (Вельский район)
Леушинская — деревня  в Вельском районе Архангельской области. Входит в состав Муниципального образования «Шадреньгское». Имеет второе неофициальное местное название Макарьино.

## География
Деревня расположена в южной части Архангельской области, в таёжной зоне, в пределах северной части Русской равнины, в 15 километрах на северо-запад от города Вельска по автомобильной дороге Вельск-Комсомольский, на левом берегу реки Вель притока Ваги. Ближайшие населённые пункты: на востоке деревня Семёновская.
Часовой пояс
Леушинская, как и вся Архангельская область, находится в часовой зоне МСК (московское время). Смещение применяемого времени относительно UTC составляет +3:00.

## Население
| 2002 | 2010 | 2012 | 2014 |
| ---- | ---- | ---- | ---- |
| 101  | ↘89  | ↗95  | ↘77  |

## История
Указана в «Списке населённых мест по сведениям 1859 года» в составе Вельского уезда(1-го стана) Вологодской губернии под номером «2211» как «Леушинское(Макарьино)». Насчитывала 18 дворов, 62 жителя мужского пола и 66 женского.
В материалах оценочно-статистического исследования земель Вельского уезда упомянуто, что в 1900 году в административном отношении деревня входила в состав Шадринского сельского общества Есютинской волости. На момент переписи в селении Леушинская(Макарьино) находилось 29 хозяйств, в которых проживало 84 жителя мужского пола и 89 женского.